# Monte Catria
e fanno un gibbo che si chiama Catria,
di sotto al quale è consecrato un ermo,
che suole esser disposto a sola latria.»
(Dante Alighieri, Divina Commedia, Canto ventunesimo del Paradiso, versi 106-111)

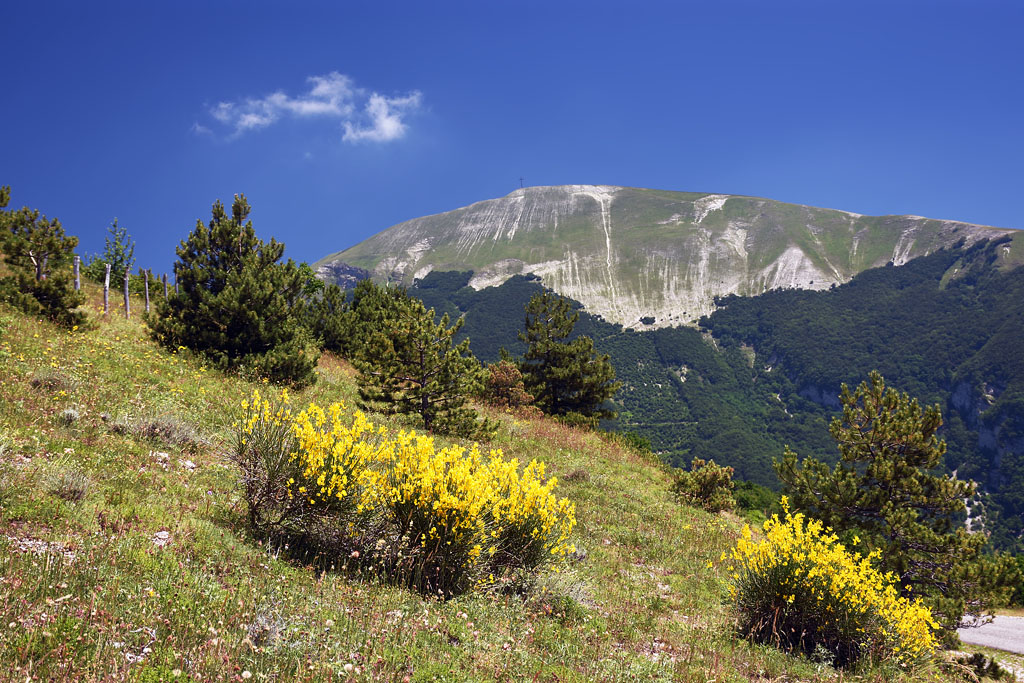
Monte Catria visto dai prati sopra Fossato e Chiaserna, frazioni di Cantiano

Il monte Catria è una montagna dell'Appennino umbro-marchigiano alta 1.701 m s.l.m. posta lungo il confine tra Umbria e Marche, all'interno del territorio dei comuni di Cagli, Cantiano, Frontone e Serra Sant'Abbondio (provincia di Pesaro e Urbino) e del comune di Scheggia e Pascelupo (provincia di Perugia): è il centrale e più alto dei tre principali massicci della zona: rispettivamente a nord il Monte Nerone e a sud il Monte Cucco, con la parte sud del massiccio che rientra nel Parco del Monte Cucco. Fa parte delle Unioni montane del Catria e Nerone e dell'Alto Chiascio (PG).

## Storia
La sua mole è stata considerata sacra fin dall'antichità. Venerata dagli antichi Umbri, la sua vetta era probabilmente ritenuta sacra e venerata anche dai Galli Senoni. Nel 1901 infatti, durante scavi di sistemazione nei pressi della vetta, vi fu ritrovato un bronzetto votivo di fattura romano-gallica.
Alle sue falde, a circa un miglio dalla Mutatio ad Ensem (l'attuale Scheggia), era un famoso tempio degli umbri, poi venerato anche dai romani, dedicato a Giove Appennino. Oltre alla Tabula Peutingeriana, ricorda il tempio, in un carme, il poeta del tardo impero Claudiano, descrivendo la marcia trionfale dell'imperatore Onorio da Ravenna a Roma nel 404 d.C.; notava in alto le are minacciose del Dio Appennino ancora a servizio del culto pagano per le popolazioni del territorio.
Il Catria nel Medioevo ha fatto da confine tra l'Esarcato di Ravenna (territorio di Luceoli, vicino all'odierna Cantiano) e l'estremo nord del ducato di Spoleto, che con il gastaldato di Nocera, si incuneava fino alle orride strettoie del Corno sul fiume Sentino a circa 3 km da Isola Fossara, che incrociando il Marena e il Sanguerone nella pianura della città romana di Sentinum, si getta dopo Frasassi e San Vittore alle Chiuse, nell'Esino.

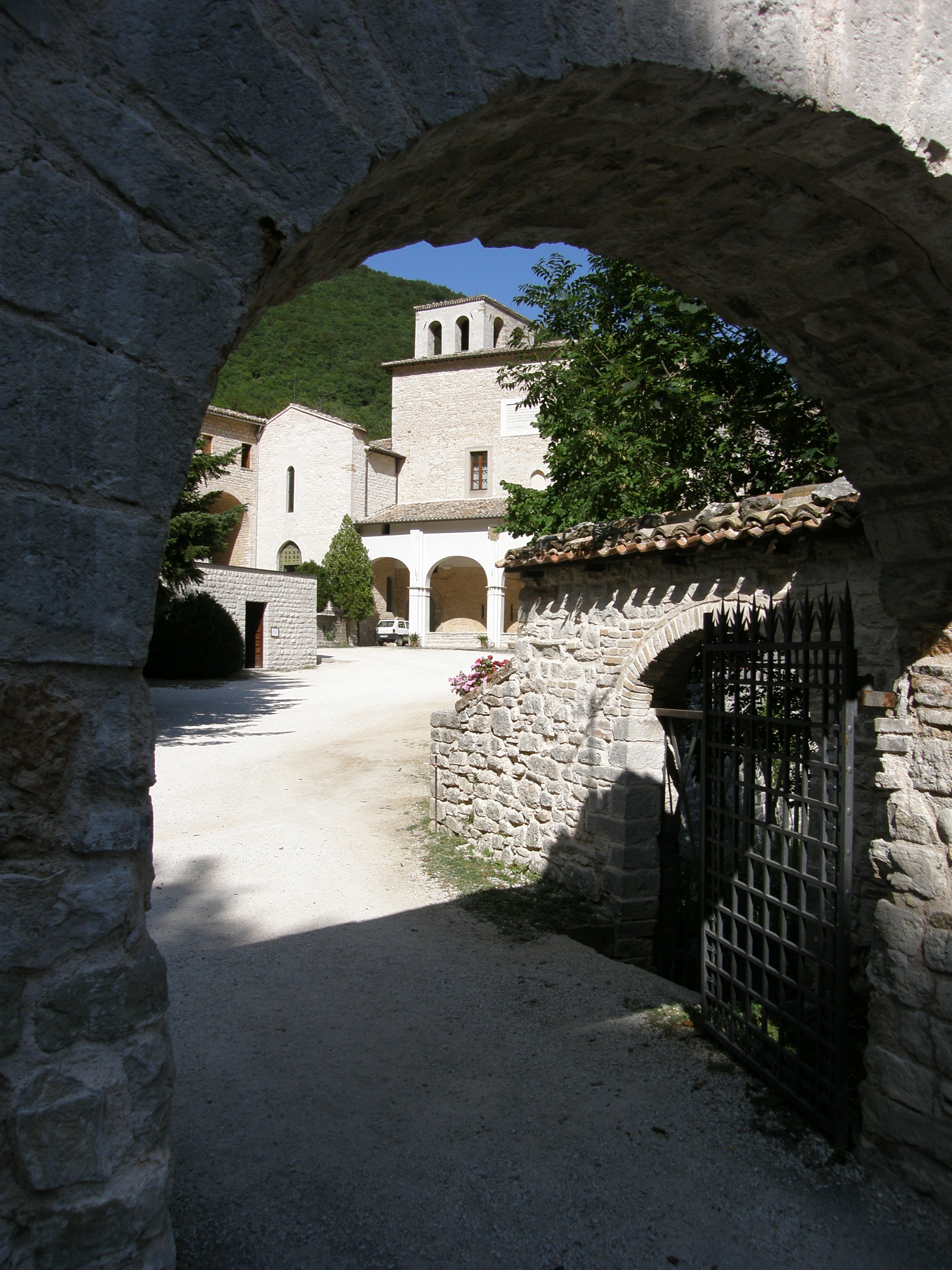
L'eremo di Fonte Avellana visto dall'arco d'ingresso romanico

Dante Alighieri nella Divina Commedia al canto XXI del Paradiso, ha reso celebre la montagna ricordando l'eremo di Fonte Avellana, fondato alle sue pendici nel X secolo, dove sono vissuti 76 tra santi e beati e dal quale sono usciti ben 54 vescovi. Nel periodo di massimo splendore (sec. XII), la comunità monastica era formata da circa 35 monaci. Il poeta vi è forse stato esule-ospite per qualche tempo. Il Catria si può dunque a buon titolo chiamare "La Santa Montagna".
Infatti ai suoi piedi oltre l'eremo di Fonte Avellana, c'erano le abbazie di Santa Maria Assunta di Frontone, Sant'Angelo di Paravento, di Sant'Angelo di Chiaserna, di Santa Maria di Sitria, l'abbazia di Sant'Emiliano in Congiuntoli, l'eremo di Luceoli e, poco lontano, alle falde del monte Cucco, l'eremo di San Girolamo di Pascelupo; i predetti eremi e cenobi seguivano tutti la regola di san Benedetto ed erano nell'area di diretta influenza avellanita. Dal 22 agosto 1901 la vetta del monte Catria è sormontata da un'enorme croce eretta per volere di papa Leone XIII e consacrata a Gesù, a ricordo del Giubileo del 1900, col concorso di tutte le diocesi di Marche ed Umbria.

## Descrizione
Il gruppo del Monte Catria comprende inoltre altre cime minori: il monte Acuto (1668 m), le Balze degli Spicchi (1526 m), il Corno di Catria (1186 m), il monte Tenetra (1240 m), il monte Alto (1321 m) e il monte Morcia (1223 m).
L'altimetria segna dunque le quote più elevate di questa parte settentrionale dell'Appennino umbro-marchigiano; le vette del monte Catria e del monte Acuto sono peraltro le più alte nel tratto appenninico compreso tra la catena dei monti Sibillini a sud e l'alto Appennino bolognese con il corno alle Scale (1945 m), a nord.
Dal Catria nascono i fiumi Cesano, Artino, e Cinisco. Data l'imponenza, il grande massiccio è percorribile per tortuosi sentieri o strade asfaltate fin sulla cima, da dove si domina l'Italia centrale e la costa adriatica in un vastissimo panorama. Si può salire da Chiaserna di Cantiano, Val d'Orbia, Isola Fossara, Montelago di Sassoferrato, Serra Sant'Abbondio, Frontone, Colombara.

### Geologia

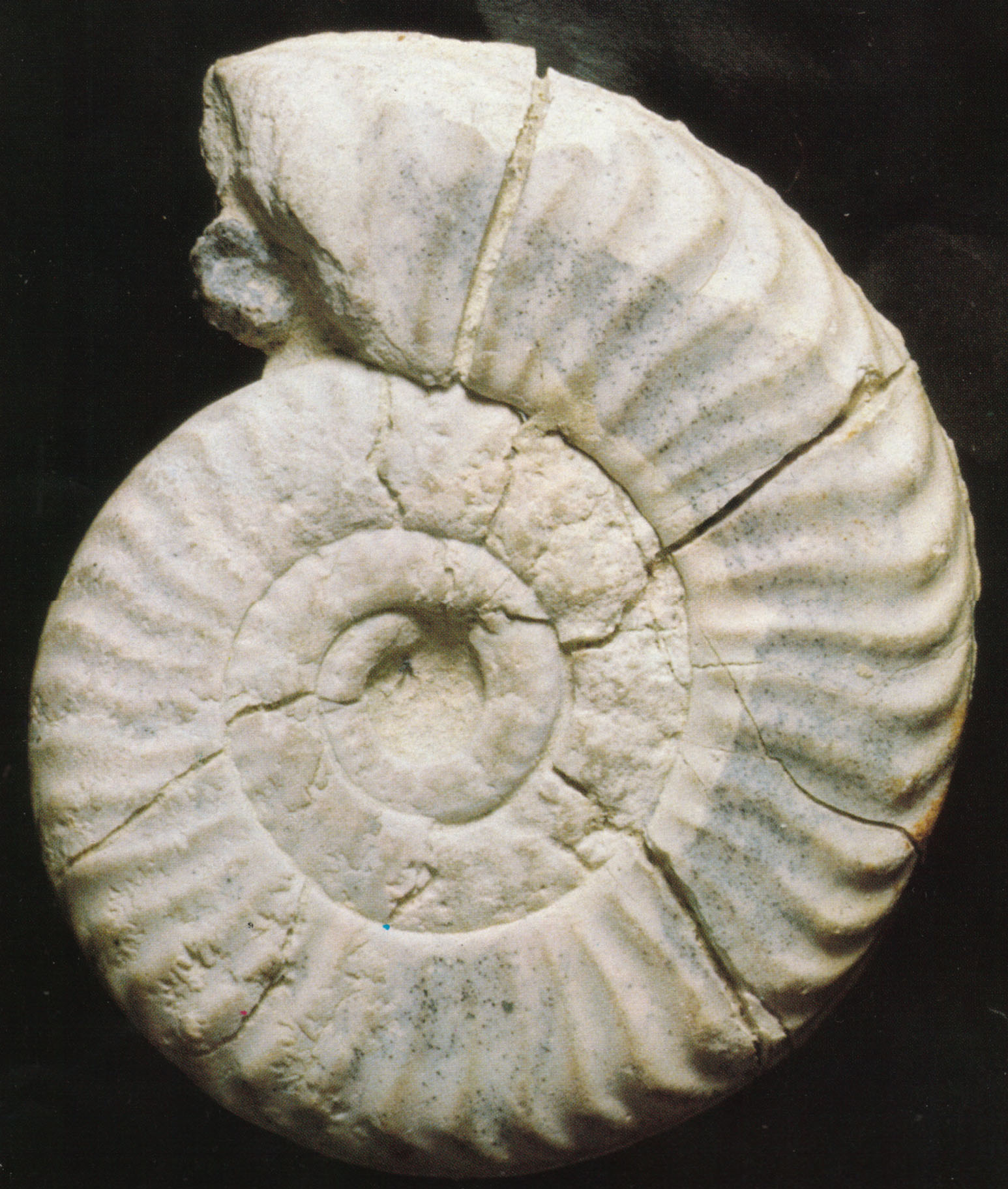
Catriceras catriense

Le rocce che costituiscono il monte sono le stesse degli altri monti dell'Appennino umbro-marchigiano. Si tratta di sedimenti calcarei e calcareo-marnosi di origine marina, risalenti al Mesozoico (Giurassico e Cretaceo); hanno aspetto stratificato e contengono numerosi fossili. All'interno della "Corniola" di età pliensbachiana, sul versante Ovest del M. Acuto, si possono trovare varie ammoniti caratteristiche, tra cui quelli del genere Catriceras (etimologicamente "corno del Catria"). Tale genere venne proposto nell'anno 1978 in un articolo pubblicato nel Bollettino della Società palentologica italiana. Ha ottenuto il riconoscimento internazionale solo recentemente come importante fossile guida del Pliensbachiano mediterraneo. L'esemplare nella foto annessa, olotipo e generotipo, è conservato nel Dipartimento di Fisica e Geologia dell'Università di Perugia. Il genere ha avuto una storia molto travagliata ed è stato ritenuto ufficialmente valido quando ammoniti dello stesso sono stati trovati anche nella vallata del f. Bosso (Faraoni e al., 1996) e in Ungheria (Geczy e Meister, 2007). Successivamente è stato considerato migliore indicatore cronologico mediterraneo dell'inizio del piano Pliensbachiano. Ha quindi rilevante valore internazionale (Meister, 2010).
Il Catria è stato definito da alcuni studiosi e ricercatori un "atlante geologico" per i numerosi affioramenti di diversi tipi di rocce e di diverse epoche geologiche, che testimoniano l'intero arco temporale di formazione dell'Appennino centrale ed hanno permesso di contribuire ulteriormente alle conoscenze sugli avvenimenti che diedero origine al bacino del mediterraneo. Nelle parti alte del massiccio del Catria affiorano per sovrascorrimento gli strati delle rocce più antiche, il Calcare Massiccio del Lias inferiore risalente a circa 200 milioni di anni fa e lembi di "grigio ammonitico", chiamato anche "Calcare a Saccocoma ed aptici", caratteristico delle successioni ridotte e lacunose; questo, ad es., nella zona cimale del M. Acuto ha fornito alcuni generi di ammoniti caratteristici del Giurassico superiore (Physodoceras, Hybonoticeras, Simoceras, Subplanitoides ecc...).
Nelle serie "complete" (e di raccordo) affiorano invece: il Calcare selcifero detto Corniola, il Rosso Ammonitico e Calcari ad Aptici , tutti depositatisi dalla fine del Periodo Triassico alla fine del Periodo Giurassico (Era mesozoica o Secondaria) e poi in ordine di tempo i più giovani Calcare rupestre o Maiolica (Giurassico Superiore e Cretacico Inferiore), le Marne a Fucoidi, la Scaglia Rossa e Bianca, deposti di un periodo che va dal Cretacico (Era Secondaria) all'Eocene (Era Terziaria o Cenozoica).

### Flora e fauna

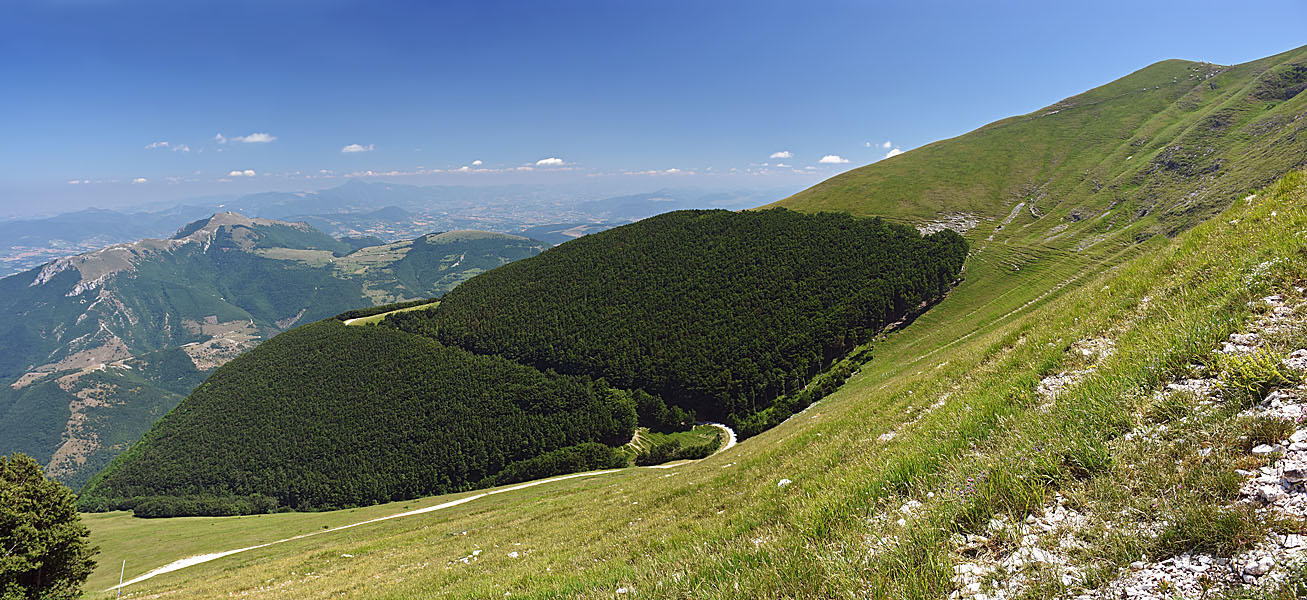
Versante NE

Si trovano piante e boschi di faggio, acero montano, acero riccio, leccio, ginepro, carpino bianco e carpino nero, sorbo montano, orniello, roverella, nocciolo, olmo montano, tasso e tante altre specie. Da ricordare per la loro rarità tra gli arbusti l'onicino, la rosa spinosissima, la dafne olivella, la ginestra stellata, il cotognastro minore, l'uva spina, il crespino e l'efedra. Le zone pedemontane sono ricche di querce, ciliegi.
All'interno delle faggete, prosperano come arbusti il sigillo di Salomone, il più raro sigillo di Salomone verticillato, l'erba gialla, e, ai margini dell'area boscata, il ribes alpino, e il ranno alpino. Qua e là spuntano anche agrifoglio, rovi e piantine di fragole e more; tra i fiori, il bucaneve, le primule, le orchidee, i mughetti, i narcisi, i crocus, le genziane, le potentille, i myosotis alpini e le viole di Eugenia; di interesse e valore sono anche le specie vegetali che crescono negli ambienti rocciosi, nei macereti e nei prati sassosi del Gruppo del Catria per le quali sono state distinte ben 8 aree floristiche protette della Regione Marche.
Si possono vedere al pascolo in molti esemplari: muli, cavalli della autoctona razza cavallo del Catria, mucche di razza marchigiana, pecore, capre; pericolose insidie sono costituite dalla presenza delle vipere; volteggiano nei cieli diverse coppie di aquile reali, i falchi, gli sparvieri e gli astori, numerosi gheppi; nei boschi i gufi reali, gli allocchi, i barbagianni e le poiane; fino alle zone pedemontane sono inoltre presenti il picchio nero e il picchio rosso, minore e maggiore. Tra i volatili, sono accertati anche i rari coturnice appenninica e fringuello alpino.|razza]

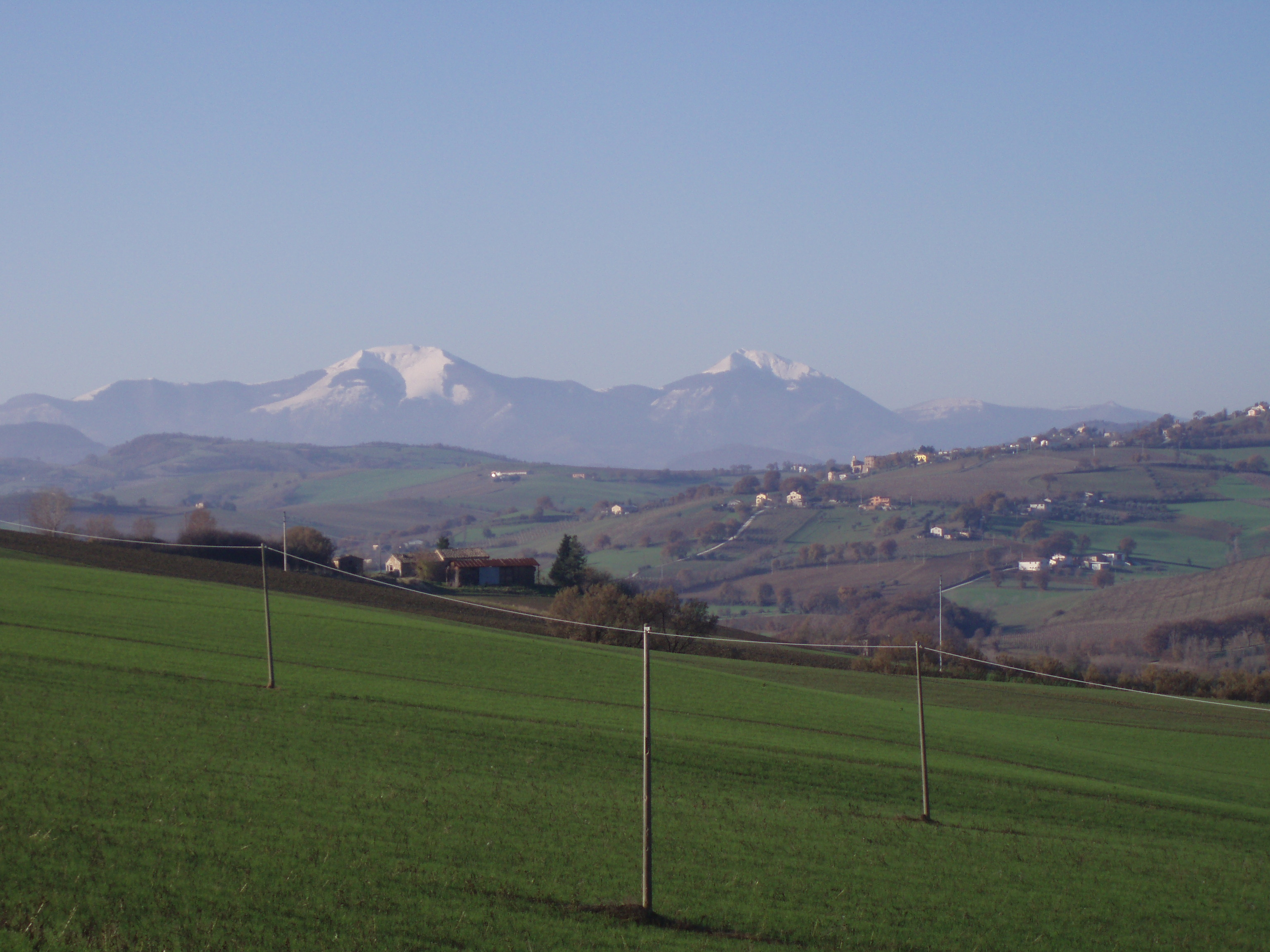
Monte Catria dal versante marchigiano

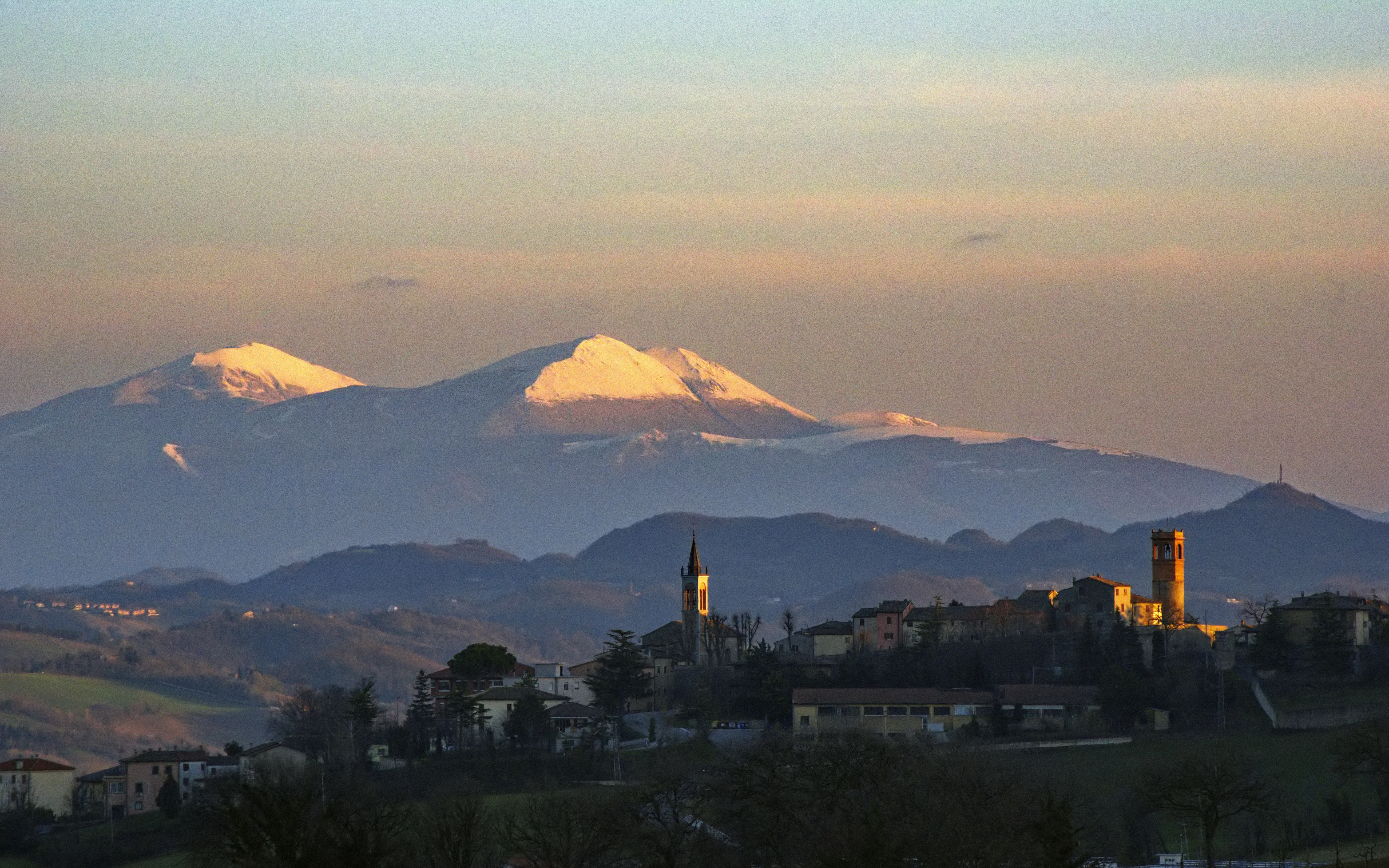
panorama col paese di Auditore.

Una rarità è anche la presenza dello "scazzone" (Cottus gobio), piccolo pesce che necessita di acque purissime - protetto dalla Comunità Europea poiché rappresenta un relitto glaciale - il quale popola con i gamberi di fiume ed i granchi le acque dei torrenti del massiccio montuoso. Nei freddi torrenti inoltre, fra gli anfibi, sono accertati la rara salamandrina dagli occhiali, il geotritone e la rarissima salamandra pezzata; verso valle, quando i letti dei torrenti si allargano, si aggiunge la presenza delle trote.
Inoltre, nelle estese aree boschive e nelle secolari faggete ad alto fusto, è numerosa la presenza di volpi, scoiattoli, faine, tassi, gatti selvatici, donnole e martore; diffusi anche, ormai in forma stanziale, diversi branchi di cinghiali, mufloni, caprioli e daini. Un cenno a parte merita il daino, in quanto non sarebbe originario della fauna italiana; la sua presenza è dovuta interamente ad introduzioni. In particolare, i numerosi daini presenti sul Catria sono il risultato dell'uscita degli animali dai recinti di allevamento della zona del vicino monte Strega, esistenti da oltre mezzo secolo, e di vari ripopolamenti con provenienza degli animali forse jugoslava.
Infine è ormai consolidata la presenza del lupo. Questi, solitario o in branco, si spinge sempre più spesso fino ai primi paesi pedemontani della zona, dove in inverno, cercando cibo, spesso preda anche pollame e piccoli animali domestici. Negli ultimi anni, si sono infatti registrati diversi episodi nelle località Foce e Caprile, frazioni di Frontone e nei paesi di Chiaserna e Fossato, nel comune di Cantiano; inoltre, vi sono stati diversi avvistamenti nei pressi dell'Eremo di Fonte Avellana.

### Le grotte
Le grotte finora scoperte nel massiccio del monte Catria sono molto meno estese e profonde di quelle delle montagne vicine: come il monte Cucco e il monte Nerone. Ciò è probabilmente dovuto ad una eccessiva fratturazione degli strati rocciosi, che in passato ha ostruito con frane e dissesti idrogeologici i principali accessi al mondo sotterraneo. Numerosi sono gli speleologi che, ogni anno, effettuano ricerche ed esplorazioni lungo la montagna per individuare tali accessi, ma purtroppo finora con scarsi risultati.
La grotta più profonda è L'Abisso del Corno del Catria, situata sopra l'abitato di Isola Fossara, scende fino ad una profondità di -265m.

## Turismo

### Stazione sciistica e sport estivi
La stazione sciistica è sita interamente nella Provincia di Pesaro e Urbino, nel territorio del comune di Frontone. È disposta sul versante nord orientale del Monte Acuto. Sono presenti circa 9 km di piste da discesa servite da tre impianti di risalita: la cabinovia pulsé "Caprile-Monte Catria" , una seggiovia triposto "Le Cotaline" e una seggiovia quadriposto "Travarco".
Per lo sci di fondo è disponibile un anello che circoscrive la vetta del Monte Acuto, estendendosi fin sotto il crinale del Monte Catria, attraversando l'altopiano dell'Infilatoio (1500 m) fino ai confini del territorio comunale di Cantiano. Per lo snowboard è presente uno snow park (ovvero un'area attrezzata per evoluzioni acrobatiche). Tutto il Massiccio del Catria è attrezzato per il trekking con diversi gradi di difficoltà, per le escursioni naturalistiche, per la mountain bike e per il turismo equestre.
Quasi tutti i sentieri sono segnalati dal Club Alpino Italiano; tra questi, degni di menzione sono il Sentiero Europa, il Sentiero Frassati (lungo 23 chilometri) e il famoso "Sentiero Italia", che sul tratto di confine tra Marche e Umbria rappresenta un punto caratteristico per ricchezza e varietà di ambienti. Particolarmente suggestivo, lungo questo sentiero, è il sito denominato Bocca della Valle, punto panoramico di eccezionale valore, nel territorio comunale di Cantiano. Le vecchie mulattiere riportano il visitatore in un paesaggio ricco di vegetazione e di gradevoli scoperte.
In località Chiaserna di Cantiano, ai piedi del Catria, è nato il Centro ippico "La Badia", divenuto negli anni una delle principali scuole federali di equitazione ed equiturismo della Regione Marche. Oltre alla presenza di istruttori federali FITETREC-ANTE, sono sempre disponibili guide per turismo equestre ed ambientale e specialisti di ippoterapia. Nel territorio sono inoltre presenti diversi rifugi montani attrezzati, gestiti dall'Azienda Speciale Consorziale del Catria.

## Sport

### Giro d'Italia
È stato affrontato su entrambi i versanti prima al Giro d'Italia 2006, poi al Giro d'Italia 2009.

### Trail Running
Il complesso del monte Catria è la sede principale del 'Monte Catria Extreme Trail', una competizione podistica che solitamente si svolge nella prima metà del mese di maggio. Il percorso, con partenza dalla vicina località di Serra Sant'Abbondio, attraversa il Monastero di Fonte Avellana per poi snodarsi sui pendii del monte Catria fino a raggiungerne la vetta, prima di tornare a valle.